# Hans Sturm
Hans Sturm (Schönau an der Katzbach, 3 settembre 1935 – Colonia, 24 giugno 2007) è stato un calciatore tedesco, di ruolo attaccante.

## Carriera

### Club
Con la maglia del Colonia ha vinto per due volte il campionato tedesco, tra le quali tra l'altro figura anche la vittoria della Fußball-Bundesliga 1963-1964, ovvero la prima edizione a girone unico del campionato tedesco.

### Nazionale
Ha partecipato ai Mondiali del 1958 ed a quelli del 1962.

## Palmarès

### Club

#### Competizioni nazionali
- Campionato tedesco: 2

Colonia: 1961-1962, 1963-1964